# Zbigniew Czajkowski (polityk)
Zbigniew Czajkowski, ps. „Dębicz” (ur. 16 stycznia 1923 w Warszawie, zm. 25 sierpnia 1998 tamże) – polski publicysta i działacz katolicki, poseł na Sejm PRL VII kadencji (1976–1980), członek Rady Konsultacyjnej przy Przewodniczącym Rady Państwa z ramienia Stowarzyszenia „Pax”. Wieloletni wiceprzewodniczący Zarządu Głównego Stowarzyszenia PAX, członek prezydium Ogólnopolskiego Komitetu Frontu Jedności Narodu od 1971 do 1983.

## Życiorys
Syn Kazimierza i Stanisławy. W czasie II wojny światowej walczył w szeregach Armii Krajowej (w 2 Kompanii „Genowefa” batalionu „Gustaw” Narodowej Organizacji Wojskowej), był uczestnikiem powstania warszawskiego. Ukończył studia na Wydziale Ekonomii Szkoły Głównej Planowania i Statystyki w Warszawie. Pracował jako asystent w Wyższej Szkole Handlu Morskiego w Sopocie, wykładał również na Katolickim Uniwersytecie Lubelskim. Stał na czele redakcji pisma „Dziś i Jutro” (1954–1955), a także miesięcznika „Życie i Myśl” (1961–1972). Był stałym korespondentem „Słowa Powszechnego” w Rzymie i Watykanie (1973–1975). Od 1973 był redaktorem naczelnym „Zeszytów Naukowych Stowarzyszenia PAX”, którego był wieloletnim działaczem (członek prezydium od 1957, wiceprzewodniczący od 1986). W 1976 uzyskał mandat posła na Sejm z okręgu Gdynia. Zasiadał w Komisjach Gospodarki Morskiej i Żeglugi oraz Nauki i Postępu Technicznego. W latach 1975–1980 był dyrektorem naczelnym Instytutu Wydawniczego „Pax”. W okresie 1958–1983 członek Ogólnopolskiego Komitetu Frontu Jedności Narodu, w tym od 1971 jego prezydium. W latach 80. był członkiem Narodowej Rady Kultury, członkiem Rady Konsultacyjnej przy Przewodniczącym Rady Państwa z ramienia Stowarzyszenia „Pax” (1986–1989) oraz członkiem prezydium Rady Krajowej Patriotycznego Ruchu Odrodzenia Narodowego (1987–1989). W latach 1988–1990 członek Rady Ochrony Pamięci Walk i Męczeństwa. W lutym 1989 wszedł w skład działającej przy tej Radzie Komisji do spraw Upamiętnienia Ofiar Represji Okresu Stalinowskiego. W latach 1985–1991 sędzia Trybunału Stanu.

## Współpraca ze Służbą Bezpieczeństwa PRL
Według materiałów zgromadzonych w archiwum Instytutu Pamięci Narodowej był w latach 1952–1989 tajnym współpracownikiem Służby Bezpieczeństwa o pseudonimie „Wiesław”.

## Publikacje i wypisy
- Zmowa bohaterów, 1961
- Na Soborze i poza Soborem, 1965
- Ostatnia sesja Vaticanum II, 1967
- Wiosna na Syberii: notatnik z podróży po Kraju Rad, „Pax”Warszawa 1967
- Polemiki i repliki, „Pax”, Warszawa 1969
- Zanim wybuchnie znów Wezuwiusz, 1977
- Kultura obszarem porozumienia: artykuły i wystąpienia 1982–1985, „Pax”, Warszawa 1987
- Papieże odnowy soborowej, „Pax”, Warszawa 1987
- Przyjaźnie i miłości Norwida: rzecz bez przypisów, „Pax”, Warszawa 1998
- liczne artykuły społeczno-polityczne w prasie: „Dziś i Jutro”, „Życie i myśl”, „Słowo Powszechne”, „WTK”, „Kierunki”

## Nagrody i odznaczenia
- Nagroda Młodych im. Włodzimierza Pietrzaka (1957, 1963 – zespołowa),
- Krzyż Komandorski Orderu Odrodzenia Polski,
- Krzyż Oficerski Orderu Odrodzenia Polski (1969)[5],
- Krzyż Kawalerski Orderu Odrodzenia Polski,
- Krzyż Partyzancki,
- Warszawski Krzyż Powstańczy,
- Medal 30-lecia Polski Ludowej,
- Medal 40-lecia Polski Ludowej,
- Medal Komisji Edukacji Narodowej,
- Złota Odznaka honorowa „Za Zasługi dla Warszawy”,
- Odznaka honorowa „Zasłużony Pracownik Morza”,
- Złota odznaka „Za długoletnią pracę” (od Stowarzyszenia Dziennikarzy PRL, 1985)[6].